# Vztah
Vztah je obecná vlastnost konkrétního objektu nebo subjektu (entity), která se váže k jinému objektu nebo subjektu (entitě). V praxi může tato vazba nabývat nejrůznějších podob a vždy záleží na dalších okolnostech a podmínkách její existence. Obecně se může jednat buďto o vazbu jednostranně působící nebo o vazbu působící oboustranně. Při posuzování jednotlivých vztahů či souvztažností je nutno tento fakt vždy brát do úvahy. Jedna entita může mít více různých vazeb k vícero různým entitám, vzájemné vztahy těchto entit mohou v praxi někdy tvořit velmi rozsáhlé sítě a vzájemné propletence. Přesně definovanou množinu navzájem propojených a souvisejících vztahů pak označujeme termínem souvztažnost.

## Matematický vztah
Pokud lze vazbu mezi entitami popsat nástroji a aparátem, které užívá matematika, hovoří se o matematickém vztahu.

## Vztahy mezi lidmi
Vztahy mezi lidmi neboli mezilidské vztahy mohou také nabývat nejrůznějších podob, od vztahů velmi špatných (vztahy negativní) přes vztahy nedefinovatelné (neutrální) až po vztahy velmi dobré až vynikající (vztahy pozitivní). 
I mezi lidmi mohou působit vztahy jednostranné či oboustranné. Příkladem jednostranného vztahu mezi dvěma lidmi je např. platonická láska či přátelství (pozitivní vztah) nebo závist a nenávist (negativní vztah). Oboustranná (obapolná) pak bývá láska. Sexuální vztah nemůže být základem manželství nebo trvalého partnerství, avšak patří do oboustranného vztahu.
Mezilidské vztahy se s ubíhajícím časem přirozeně mění a mohou být i ambivalentní. Jedna z nedobrých lidských vlastností je vztahovačnost, kdy takto postižený jedinec hledá negativní vztahy vůči své osobě i tam, kde žádné negativní vztahy vůbec nejsou. Dalším stupněm je ukřivděnost, kde na sebe jedinec přebírá odpovědnost za újmu, která se mu osobně nestala a vleče její břímě dál tak, že s ní zatěžuje své okolí a činí křivdy ostatním, kteří s ní nemají nic společného. 

## Výpočetní technika
V prostředí počítačů a výpočetní techniky se pro vztah mezi různými databázovými entitami vžil odborný pojem relace, který je užíván zejména v souvislosti s relačními databázemi a ERD diagramy.